# Candy Box
Candy Box (с англ. — «Коробка конфет» — браузерная игра в жанре кликера с ролевыми элементами и использованием ASCII-графики, выпущенная в апреле 2013 года. Сиквел, Candy Box 2, был выпущен 24 октября 2013 года.

## Игровой процесс
Игра вращается вокруг конфет, которые игрок начинает получать с самого начала с определённой частотой; тем не менее, эта величина может быть увеличена в процессе игры. Изначально игровой процесс кажется примитивным, но чем больше игрок совершает действий, тем больше ему становится доступно возможностей. Например, конфеты могут быть съедены, а могут быть потрачены на покупку экипировки, оружия, магических зелий или свитков. Игроки могут отправиться на поиски приключений, убивать монстров и зарабатывать новые конфеты. За выполнение квестов игрок получает специальные предметы, которые добавляются в его инвентарь.

## Разработка и выпуск
Игра написана за два месяца индивидуальным разработчиком по имени aniwey, 19-летним студентом из Кан, Франция. Игра выпущена в апреле 2013. Релиз сиквела, написанный на TypeScript, состоялся 24 октября 2013.
Игра переведена любителями на многие языки, включая русский.